# Sylphen-Polka
Sylphen-Polka, op. 309, är en polka-française av Johann Strauss den yngre. Den framfördes första gången den 4 februari 1866 i Dianabad-Saal i slottet Hofburg i Wien.

## Historia
Alla tre bröderna Strauss bidrog med musik till Konstnärsföreningen "Hesperus" bal den 4 februari 1866, som hölls på slottet Hofburg. Var och en av de tre kompositionerna visade sig bli populära, där Eduards rapporterades få de största applåderna. Medan hans vals Die Hesperiden (op. 18) och Josefs polkamazurka Thalia (op. 195) var specialkomponerade för balen, så var Johanns Sylphen-Polka (som han personligen dirigerade på balen) skriven för ett helt annat tillfälle. Från början bar den titeln Dagmar-Polka och hedrade den unga, danska prinsessan Dagmar och hennes förestående bröllop in i den ryska kejsarfamiljen.
Varje år sedan 1856 hade Johann Strauss tillbringat sommarsäsongen i Pavlovsk utanför Sankt Petersburg och dirigerat konserter i Vauxhall Pavilion. Den 2 oktober 1864 meddelades det att prinsessan Dagmar av Danmark hade ingått förlovning med den ryske tronföljaren Nikolaj. Men den klene Nikolaj avled hastigt den 24 april 1865 och hans yngre bror Alexander övertog inte bara tronföljarrollen utan även broderns fästmö. Då förlovningen tillkännagavs fick Strauss idén att tillägna prinsessan en polka, men tiden medgav inte att han hann komponera den i Ryssland. Han avsåg att skriva klart den hemma i Wien och sedan sända verket till sin ryske förläggare, så polkan kunde finnas i tryck till 1865 års säsong i Pavlovsk. Förläggaren A. Büttner gav ut Dagmar-Polka i Ryssland och handskrivet orkestermaterial med den titel har bevarats i Mariinskijteaterns bibliotek i Sankt Petersburg. När Nikolaj oväntat avled sent i april 1865 ansåg Strauss att verket inte borde framföras i Ryssland och tog med sig polkan till Wien på hösten där den döptes om till Sylphen-Polka.

## Om polkan
Speltiden är ca 4 minuter och 4 sekunder plus minus några sekunder beroende på dirigentens musikaliska tolkning.